# Romeinse cultuur
De Romeinse cultuur heeft zich doorheen bijna 1500 jaar lange geschiedenis van het oude Rome ontwikkeld en ook veranderingen gekend. Een belangrijk aspect van deze cultuur was de taal van de Romeinen, het Latijn, met geschiedschrijvers zoals Tacitus en de dichters Vergilius, Horatius, Ovidius en Propertius.
Op het vlak van de architectuur, het stichten en ontwikkelen van steden hebben de Romeinen een grote bijdrage geleverd aan de Europese beschaving. Zo kreeg bijvoorbeeld de stad Keulen zijn naam van de Romeinen (Colonia Claudia Ara Agrippinensium).
Om het overzichtelijk te houden is het artikel over Romeinse cultuur opgedeeld in vier periodes: koninkrijk, republiek, principaat, dominaat.
Tijdens het keizerrijk (principaat en dominaat) verspreidde deze cultuur zich over een deel van Europa, westelijk Azië en Noord-Afrika. Vele musea in Europa bewaren gebruiksvoorwerpen of beeldhouwkunst uit deze lange geschiedenis. 

## Belangrijke collecties in Italiaanse musea
- Musei Capitolini (Rome)

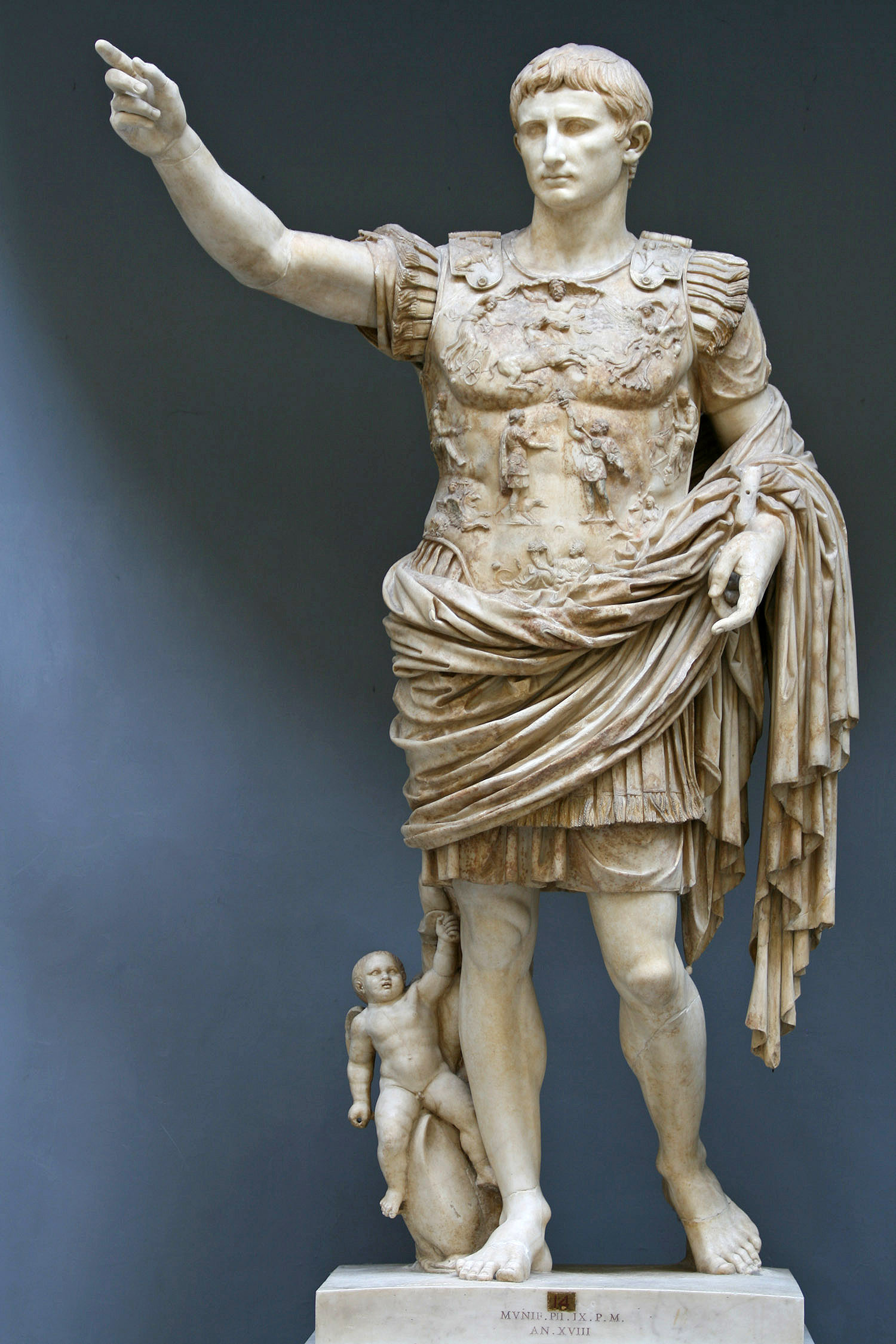
Gaius Julius Caesar Octavianus ook Augustus genoemd

- Museo Archeologico Nazionale d’Abruzzo (Chieti)
- Museo Archeologico Nazionale di Aquileia (Aquileia)
- Museo Archeologico Nazionale di Civitavecchia (Civitavecchia)
- Museo Archeologico Nazionale di Napoli (Napels)
- Museo Archeologico Nazionale di Paestum (Paestum)
- Museo Civico Archeologico di Bologna (Bologna)

## Andere musea met een belangrijke collectie Romeinse oudheden
- Rijksmuseum van Oudheden, Leiden
- British Museum, "Department of Greece and Rome", Londen
- Louvre, Parijs